# Batalla de Tondibi
La batalla de Tondibi fue un decisivo encuentro ocurrido en Marruecos a finales del siglo XVI. Se debió a la invasión de las fuerzas de Yuder Pachá del Imperio songhay y llevó al colapso de este Estado.

## Antecedentes
El Estado de los songhai había sido la fuerza dominante en África occidental por más de un siglo y había controlado un territorio desde el Sudán occidental hasta el río Senegal entre los actuales Nigeria y Níger. Sin embargo, una feroz lucha sucesoria por el trono vacante tras la muerte de Askia Daoud —una más de las habituales disputas internas en el imperio— había debilitado mucho aquel Estado. El imperio, aparentemente pujante y poderoso, en realidad se hallaba muy debilitado.
Mientras, en Marruecos la dinastía saadí alcanzaba la cúspide de su poder tras aniquilar un ejército portugués en la batalla de Alcazarquivir. Buscando nuevos recursos para engrandecer su Estado, el sultán Ahmad I se empezó a interesar en las minas de oro de los songhái. Los motivos principales de la expedición al sur fueron tanto el deseo de extender el sultanato —incapaz de expandirse al norte y al este— como el de apoderarse del famoso oro que provenía del sur del Sáhara. El armamento portugués capturado en Alcazarquivir y la formación de un ejército formado por inmigrantes andalusíes y mercenarios le permitieron acometer la empresa. El sultán deseaba controlar la fuente de oro para poder aumentar la acuñación de ducados de oro y facilitar la financiación de sus planes en el Mediterráneo contra los otomanos. Al conquistar los territorios songhái, esperaba reavivar el comercio transahariano, amenazado por las nuevas rutas  mercantiles europeas que unían Europa por mar con el golfo de Guinea.
La imposibilidad de someter mediante la diplomacia a los soberanos songhái y la llegada de un proscrito desde Taghaza que se presentó como legítimo monarca desposeído del trono por Askia Ishaq II y dispuesto a convertirse en vasallo de al-Mansur si este le devolvía el trono decidieron al sultán a emprender una gran expedición al sur para apoderarse del Sudán y de sus minas de oro.

## Campaña marroquí y travesía del Sáhara
Aunque muchos de sus asesores advirtieron al sultán de los peligros de cruzar el Sáhara, Ahmad I sostuvo que cualquier ruta que utilizaran los comerciantes para atravesar el desierto era perfectamente válida para el uso de un ejército.
Tras meses de cuidadosos preparativos, el ejército partió de Marrakech el 29 de octubre de 1590. Contaba entonces con cinco mil seiscientos soldados, aunque se desconoce cuántos sobrevivieron a la travesía del desierto. Se entregó el mando a Yuder Pachá, eunuco morisco capturado cuando era niño y que se había criado en el palacio del jerife marroquí. La fuerza marroquí incluía también ocho mil camellos, mil caballos de carga, mil mozos, seiscientos trabajadores y ocho cañones ingleses. La mayor parte de los soldados en realidad no era de origen marroquí, sino europeo: dos mil arcabuceros de a pie y quinientos de a caballo. Aunque la mayoría de ellos eran renegados españoles, también había cristianos de orígenes diversos: españoles, franceses, ingleses, griegos, italianos, etc. El contingente principal originario de Marruecos consistía en mil quinientos lanceros.
El ejército siguió el curso del río Draa, cruzó Lektana y llegó a Tinduf, donde comenzaba la parte más complicada para la expedición: el cruce del Sáhara hasta el Níger. La hueste, después de la ardua travesía del desierto que duró cinco meses, alcanzó el gran río el 30 de marzo de 1591. Para entonces había recorrido unos mil doscientos kilómetros y se calcula que había perdido a la mitad de los hombres.
Tras apoderarse de las minas de sal de Taghaza, avanzó hacia Gao, capital imperial.

## Situación en vísperas del combate
Aunque las fuerzas de Yuder habían quedado diezmadas por la travesía del desierto, una vez alcanzado el Níger contaba con dos ventajas fundamentales frente al enemigo: la superioridad de su armamento y la desunión en las filas enemigas, ya que algunos notables songhái se pasaron a su bando.
Por su parte, los songhái se hallaban divididos sobre la mejor forma de afrontar la invasión y las medidas defensivas que aplicaron resultaron escasas e ineficaces. Ni siquiera se cegaron los pozos saharianos, medida habitual para estorbar el avance enemigo por el desierto. Tras descansar a orillas del Níger, las fuerzas marroquíes reanudaron su avance hacia Gao.
En respuesta a la incursión marroquí el monarca songhái reunió un gran ejército de 9700 a 30 000 infantes y 12 500 a 18 000 jinetes. Convencido de que los marroquíes perecerían en el desierto, Ishaq había tardado en reunir su ejército que era, sin embargo, mucho más numeroso que el del enemigo. Los songhái gozaban además de dos ventajas añadidas: su conocimiento del territorio y la posibilidad de retirarse a zonas seguras en caso de contratiempos.
Yuder trató de que Ishaq se sometiese sin recurrir a las armas, pero el intento fracasó, lo que precipitó el choque.

## La batalla
El ejército songhai esperó a las fuerzas marroquíes en Tondibi, una aldea cerca de Gao. Askia llevó consigo una fuerza de mil cabezas de ganado que planeaba usar para cargar contra el enemigo. La táctica pretendía anular la ventaja marroquí debida a las armas de fuego mediante una carga de los animales, que debía proteger el avance de los infantes songhái. El plan songhái consistía en que los animales les permitiesen acercarse al enemigo y enfrentarse a él cuerpo a cuerpo.
Aunque los songhai poseían una poderosa caballería, carecían de armas de fuego y pólvora, lo que determinaría el curso de la batalla. Los marroquíes, por el contrario, iban provistos de arcabuces y pedreros, fabricados principalmente en España y Portugal.

Situación de África occidental en 1625.

En marzo de 1591 —probablemente el 12 del mes—, ambos ejércitos se encontraron. Después de una escaramuza inicial entre ambas caballerías, Pachá llevó al frente a sus arcabuceros y cañones, que abrieron fuego; el ruido de sus disparos causó la estampida del ganado ubicado en la vanguardia de los songhái. Las bestias, en vez de avanzar contra las líneas marroquíes, se lanzaron en parte contra los propios songhái, desbaratándolos. Los marroquíes abrieron sus filas para permitir el paso de los animales que los acometían y sufrieron escasos daños por la carga.
Entonces, en medio de la confusión por el fallido plan songhái, uno de los consejeros de Ishaq le impidió lanzarse al ataque y le aconsejó, casi a la fuerza, que huyese del campo de batalla. La retirada forzada del soberano y de su guardia suscitó el pánico en el resto de fuerzas del gran ejército songhái, que resultó derrotado en medio de una gran confusión. El efecto de las armas de fuego, a las que los songhái se enfrentaban por primera vez y la traición causaron la derrota de Ishaq. El denuedo con que había combatido el ejército songhái no evitó la derrota.
Los restos del ejército songhái huyeron hacia Gao; los marroquíes, extenuados, renunciaron a perseguirlos inmediatamente. Ishaq ordenó la evacuación de la ciudad y que la población pasase al sur del Níger; cuando los marroquíes se apoderaron de ella, la encontraron casi desierta. El aspecto de la ciudad disgustó a los conquistadores, que prefirieron fijar su centro de actividades en Tombuctú; esta ciudad devino la sede de los bajás de la región y la base de las sucesivas campañas militares.

## Consecuencias
Tras el choque, Pachá entró en Gao y la saqueó; las rutas comerciales pasaron a centrarse entonces en Tombuctú y Djenné. El saqueo de las tres ciudades marco el fin del Imperio songhay, que desapareció como poder efectivo en la zona. Sin embargo, Marruecos, debido a la falta de líneas de comunicación y lejanía del territorio, empezó e retirarse a inicios del siglo XVII de ella y dejó la región dividida entre una serie de pequeños reinos.
Las esperanzas marroquíes de obtener fabulosas riquezas al conquistar el Estado songhái resultaron vanas: la pujanza de este no se debía a sus grandes minas de oro —como creían los sultanes marroquíes—, sino a su abundante comercio con el sur (de donde obtenía el oro), el desierto (de donde obtenía la sal) y los territorios de más allá del Sáhara (de donde provenían los productos manufacturados). Ahmad, convencido por el escaso botín obtenido por Yuder de que esto lo había traicionado, lo destituyó el 17 de agosto de 1591, a pesar la gran victoria que había obtenido en Tondibi. La guerra y la ocupación desbarataron el comercio y con su mengua desapareció la prosperidad de la región.
Aunque derrotados, los Askia no abandonaron la lucha contra los marroquíes, que se centró en Dendi, su región de origen. La batalla sí marcó, sin embargo, el fin del apogeo songhái y con él del último gran imperio africano de la región. La incapacidad marroquí para controlar por completo el territorio y el continuo hostigamiento songhái condujeron además, a la larga, a la decadencia de la dinastía saadí.